# Maleachi (boek)
Het boek Maleachi (van het Hebreeuwse 'מלאך, mal'ach, "engel" of "boodschapper", waarschijnlijk "mijn boodschapper") is het laatste boek van de Hebreeuwse Bijbel en de twaalf Kleine Profeten.

## Auteurschap en datering
Maleachi is waarschijnlijk niet de naam van de profeet van wie de teksten in het boek afkomstig zijn. Het opschrift van het boek (1:1) dat de profetieën aan Maleachi toeschrijft, is waarschijnlijk afkomstig van een latere redacteur of verzamelaar die meende dat hij in Maleachi 3:1 de naam van de profeet gevonden had.
Omdat er in Maleachi gesproken wordt over een landvoogd of gouverneur (1:8) en over de tempel (die in 515 v.Chr. herbouwd werd) wordt het boek meestal gedateerd na de terugkeer van een groep Joden uit Babylonische ballingschap onder leiding van Zerubbabel. De onrechtmatigheden die het boek ter sprake brengt, met name de huwelijken tussen Joden en lokale, heidense vrouwen, lijken erop te duiden dat de profeet van wie de teksten in het boek afkomstig zijn, actief was voor de hervormingen van Ezra en Nehemia. Het ontstaan van Maleachi kan dan gesteld worden op de eerste helft van de 5e eeuw v.Chr.: tussen 515 en 450 v.Chr.

## Opbouw en inhoud
De inhoud van het boek bestaat uit drie hoofdstukken. In sommige vertalingen worden de verzen 3:19-24 genummerd als 4:1-6. Het boek volgt voor een groot deel een dialoogvorm tussen de luisteraars (de uit ballingschap teruggekeerde Joden) enerzijds en de profeet, die namens God spreekt, anderzijds.
Het boek kan in zeven passages verdeeld worden:
1. De liefde van God voor Israël, zoals die blijkt uit het lot van Edom (1:2-5)
2. Onwaardige offers en het verbreken van het verbond door de priesters (1:6-2:9)
3. Echtscheiding en het trouwen met heidense vrouwen (2:10-16)
4. De dag van het oordeel (2:17-3:5)
5. Oproep tot het betalen van de tienden en heffingen (3:6-12)
6. De vromen en de goddelozen (3:13-18)
7. De dag van de Heer (3:19-24)

Het boek eindigt in 3:24 met een waarschuwing. Om niet op zo'n sombere toon te eindigen plaatst de Septuagint daarom vers 3:22 aan het slot en hetzelfde gebeurt bij voorlezing in de synagoge.
Het boek Maleachi wordt enkele keren in het Nieuwe Testament aangehaald (Matteüs 11:10; 17:12; Marcus 1:2; 9:11, 12; Lucas 1:17; Romeinen 9:13).